# Violet Manners, Duchess of Rutland

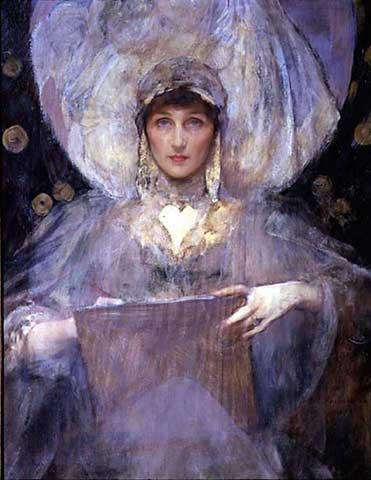
James Jebusa Shannon: Porträt von Lady Violet Manners, Öl auf Leinwand, um 1900

Marion Margaret Violet Manners, Duchess of Rutland (* 7. März 1856; † 22. Dezember 1937 in London) war eine britische Kunstmäzenin und Künstlerin.

## Leben
Violet Lindsay war die zweite Tochter von sieben Kindern des Colonel Honorable Sir Charles Hugh Lindsay (1816–1889) und seiner Ehefrau Emilia Anne Browne (1830–1873). Väterlicherseits war sie eine Enkelin des James Lindsay, 24. Earl of Crawford. Ihre Kindheit drehte sich um perfektes Benehmen und die gesellschaftliche Repräsentation. Sie wurde ausschließlich zu Hause von Gouvernanten und Tutoren mit Hilfe der väterlichen Bibliothek unterrichtet. Neben Geographie, Geschichte, Mathematik, Kunst, Tanz und Musik – lernte Violet auch französisch und italienisch. Ihr künstlerisches Talent wurde von ihren Eltern auch gefördert, in dem sie eine monatelange Studienreise nach Italien ermöglichten.

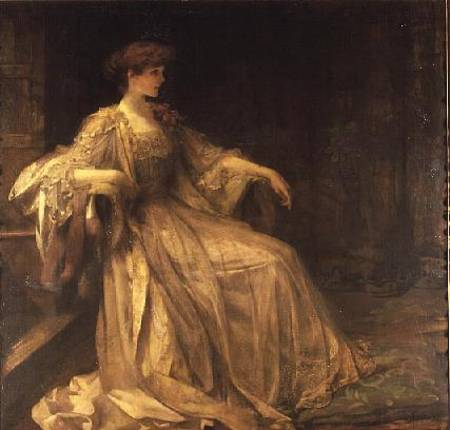
James Jebusa Shannon: Porträt von Violet, Duches of Rutland, Öl auf Leinwand, um 1890

Am 25. November 1882 heiratete Violet Lindsay in London den Aristokraten Henry John Brinsley Manners (1852–1925), den einzigen Sohn von John James Robert Manners, 7. Duke of Rutland und seiner ersten Ehefrau Lady Catherine Louisa Georgina Marley. Ihr Gatte führte ab 1888 den Höflichkeitstitel Marquess of Granby und beerbte seinen Vater 1906 als 8. Duke of Rutland. Violet führte als dessen Gattin entsprechend ab 1888 den Höflichkeitstitel Marchioness of Granby und ab 1906 den Höflichkeitstitel Duchess of Rutland. Aus der Ehe gingen fünf Kinder hervor:
- Lady Victoria Marjorie Harriet Manners (1883–1946) ⚭ 1912 Charles Paget, 6. Marquess of Anglesey;
- Robert Charles John Manners, Lord Haddon (1885–1894);
- John Henry Montaqu Manners, 9. Duke of Rutland (1886–1940) ⚭ 1916 Lady Kathleen Tennant;
- Lady Violet Catherine Manners (1888–1971), ⚭ (1) 1911 Hugo Francis Charteris, Lord Elcho, ⚭ (2) 1921 Guy Holford Benson;
- Lady Diana Olivia Winifred Maud Manners (1892–1986) ⚭ 1919 Alfred Duff Cooper, 1. Viscount Norwich.

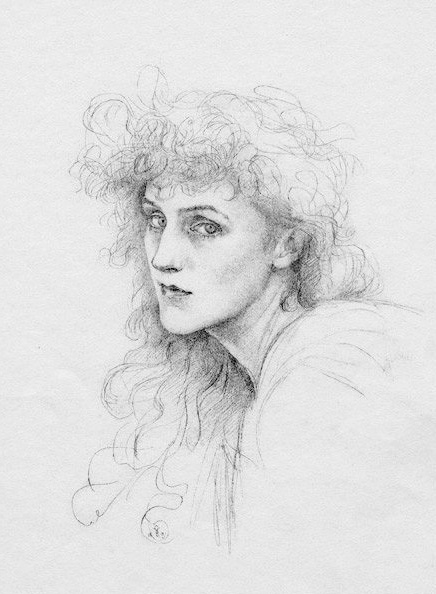
Selbstporträt, Bleistiftzeichnung, 1891

Die Eheleute führten später eine offene Beziehung. Bekannt ist die Liebesbeziehung von Lady Violet mit dem ehemaligen Privatsekretär des britischen Premierministers Benjamin Disraeli, Montagu Corry, 1. Baron Rowton (1838–1903). Aus der Beziehung soll ihre zweite Tochter hervorgegangen sein.
Zwischen 1877 und 1890 stellte Lady Violet ihre Kohle- und Bleistiftzeichnungen in den Londoner Galerien aus, unter anderem in der Royal Academy of Arts, Fine Art Society, Grosvenor Gallery und der New Gallery, sowie in Frankreich und den Vereinigten Staaten. In den späteren Jahren erlangte Lady Violet einen guten Ruf als Kunstmäzenin und veranstaltete öfters kleinere Ausstellungen in ihrem Londoner Salon. Zu ihren Schützlingen gehörten unter anderem die Maler Sir James Jebusa Shannon, George Frederick Watts und die Schauspieler Herbert Beerbohm Tree, Ellen Terry und Mrs. Patrick Campbell.
Violet Manners, Duchess of Rutland, starb in ihrem Londoner Stadthaus an den Folgen einer Operation und wurde auf Belvoir Castle, neben ihrem Ehemann, bestattet.

## Werke (Auswahl)

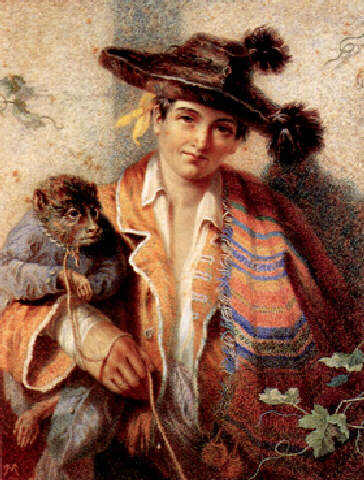
Porträt eines spanischen Musikers mit seinem Affen, Aquarell, um 1890
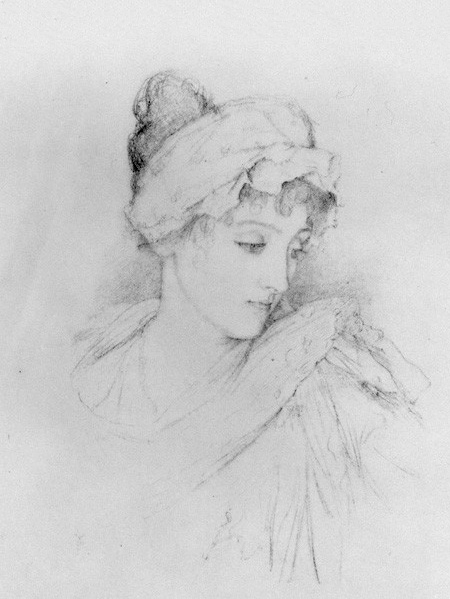
Porträt von Norah Lindsay, Bleistiftzeichnung, 1886/1899
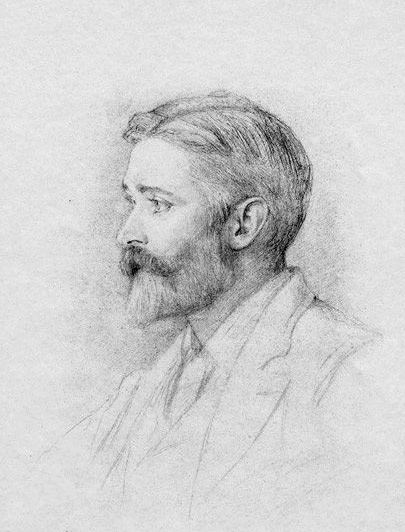
Porträt von Henry John Brinsley Manners, 8. Duke of Rutland, Bleistiftzeichnung, 1891
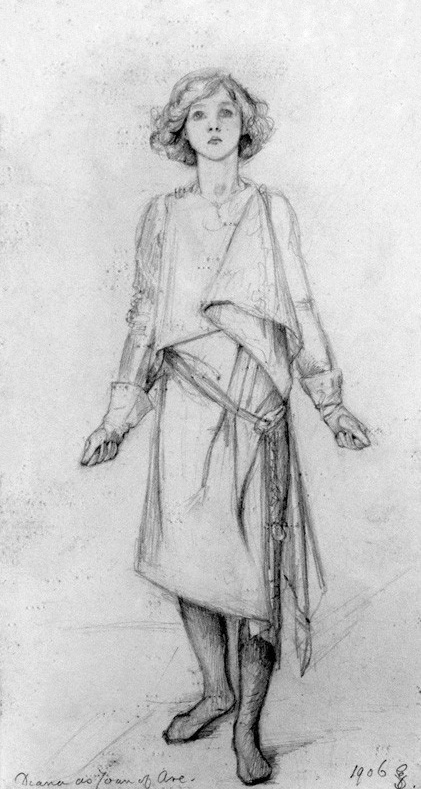
Porträt von Lady Diana Cooper, Bleistiftzeichnung, 1906